# Gaßlalm
Die Gaßlalm (auch: Gaßl-Alm oder Gassl-Alm) ist eine Alm in Inzell.

## Bauten
Die Diensthütte auf der Gaßlalm wurde 1922 errichtet. Das aus Kalkstein errichtete und leicht verputzte Gebäude hat an der Nordseite ein verbrettertes Giebeldreieck sowie eine Giebellaube. Der Zugang liegt auf der Südseite. Im Vouhaagl (der Vorhof) befindet sich ein Laufbrunnen.

## Heutige Nutzung
Die Gaßlalm ist aufgelassen und ist auch nicht bewirtet.

## Lage
Die Gaßlalm befindet sich nördlich des Frillensees auf dem verlandeten Seeteil.